# Trachyliopus pauliani
Trachyliopus pauliani är en skalbaggsart som beskrevs av Stefan von Breuning 1957. Trachyliopus pauliani ingår i släktet Trachyliopus och familjen långhorningar.
Artens utbredningsområde är Madagaskar. Inga underarter finns listade i Catalogue of Life.